# Jacek Komorowski
Jacek Komorowski (ur. ?) – polski działacz partyjny i samorządowy, nauczyciel, w latach 80. XX wieku prezydent Chorzowa.

## Życiorys
Wstąpił do Polskiej Zjednoczonej Partii Robotniczej, do października 1989 należał do plenum i egzekutywy Komitetu Miejskiego PZPR w Chorzowie. Został wówczas usunięty z partii w wyniku konfliktu z jej lokalnymi działaczami, którym zarzucał nadużywanie stanowisk. W latach 80. (najwcześniej od 1986) zajmował stanowisko prezydenta Chorzowa. 24 listopada 1989 odwołany z tej funkcji.